# Cratere Kilkhampton
Kilkhampton  è un cratere sulla superficie di Marte.